# 打手
打手（英語：enforcer）指一个群体内负责用强硬手段去确保他人服从己方意愿的行动人员，一般意义上通常用来专指各种犯罪组织和帮派中受雇“干脏活”的暴恐分子，负责用殴打、私刑、恐吓、绑架、财产破坏甚至谋杀等暴力手段，来打击敌对团体、索取保护费或镇压内部反对者。
在威权主义和警察国家的情况下，一些执法机构、军警和保安也可能因为执勤时言行粗暴被媒体和民众描述成打手。

## 体育
在一些接触性体育运动（比如冰球和职业摔角）中，“打手”是专门负责与对方选手发生肢体冲突来打压对方士气、恐吓或伤害关键对手、或者干脆就是用暴力表演来娱乐观众的运动员。